# Cheteoscelis clarkei
Cheteoscelis clarkei är en fjärilsart som beskrevs av Sperry 1939. Cheteoscelis clarkei ingår i släktet Cheteoscelis och familjen mätare. Inga underarter finns listade i Catalogue of Life.